# Tülkybas
Tülkybas (ros. Tiulkubas) – osiedle typu miejskiego w południowym Kazachstanie, w obwodzie południowokazachstańskim. Liczy 12 300 mieszkańców (2006). Ośrodek przemysłu spożywczego.